# Alva Noto
Alva Noto (vlastním jménem Carsten Nicolai, známý rovněž jako Noto a Aleph-1; * 18. září 1965 Chemnitz) je německý hudebník hrající elektronickou hudbu. Je členem několika hudebních uskupení jako Diamond Version s Olafem Benderem, Signal s Benderem a Frankem Bretschneiderem a Cyclo s Rjódžim Ikedou. Dlouhodobě spolupracuje s Rjúičim Sakamotem, své první společné album Vrioon vydali v roce 2002. Kromě dalších alb spolu složili hudbu k filmu Revenant Zmrtvýchvstání (2015). Rovněž spolupracoval s Blixou Bargeldem a dalšími hudebníky.
V roce 2012 přispěl remixem písně „Catastrofuk“ velšského hudebníka Johna Calea na album Extra Playful: Transition. Roku 2014 mixoval Caleovu skladbu „Sun Blindness Music“ pro film This Is Cosmos režiséra Antona Vidokla.

## Sólová diskografie
- Prototypes (2000)
- Transform (2001)
- Xerrox Vol.1 (2007)
- Aleph-1 (2007)
- Unitxt (2008)
- Xerrox Vol.2 (2009)
- Univrs (2011)
- Xerrox Vol.3 (2015)
- Unieqav (2018)
- Xerrox Vol.4 (2020)